# 我们仨
《我们仨》，中國作家杨绛的回忆录代表性作品。

## 写作和出版
该回忆录是杨绛92岁时所写，此时，钱锺书、钱瑗（杨绛女儿）均已经去世。

## 内容
杨绛在回忆录分作2部分，第一部分追忆了丈夫钱锺书、女儿钱瑗一家三口的快乐、艰难、爱、痛的日子，第二部分讲1935年钱锺书、杨绛到英国留学一直到1998年钱锺书逝世的坎坷人生，追忆了中国抗日战争、第二次国共内战、三反五反运动、大饥荒、大跃进、文化大革命、改革开放等一系列中国近现代史大事。

## 主题
杨绛的这部回忆录用真实感人的故事以阐明：“家庭是人生的港湾”。

## 註解
1. ↑  「仨」，拼音：，注音：
2. ↑  繁：，简：，拼音：，注音：，音同「降」